# Waking the Fallen
Waking the Fallen este al doilea album de studio al trupei americane de heavy metal Avenged Sevenfold. Albumul a fost lansat la data de 26 august 2003 de casa de discuri Hopeless Records.
Acesta este primul album al trupei la care a participat noul chitarist Synyster Gates or Darran Smith și basistul Johnny Christ or Gareth Davies.

## Lista cântecelor
| Nr.             | Titlu                                | Lungime |  |
| 1.              | „Waking the Fallen”                  | 1:42    |  |
| 2.              | „Unholy Confessions”                 | 4:46    |  |
| 3.              | „Chapter Four”                       | 5:45    |  |
| 4.              | „Remenissions”                       | 6:12    |  |
| 5.              | „Desecrate Through Reverence”        | 5:42    |  |
| 6.              | „Eternal Rest”                       | 5:15    |  |
| 7.              | „Second Heartbeat”                   | 7:04    |  |
| 8.              | „Radiant Eclipse”                    | 6:14    |  |
| 9.              | „I Won't See You Tonight (Partea 1)” | 9:01    |  |
| 10.             | „I Won't See You Tonight (Partea 2)” | 4:47    |  |
| 11.             | „Clairvoyant Disease”                |         |  |
| 12.             | „And All Things Will End”            |         |  |
| Lungime totală: | Lungime totală:                      | 69:12   |  |